# Raurisdalen
Raurisdalen (tysk: Raurisertal) er en dal beliggende i Pinzgau i den østrigske delstat Salzburg. Dalen ligger i købstadskommunen Rauris nord for Alpernes hovedkam mellem Fuscherdalen i vest og Gasterinerdalen mod øst og den udmunder i Salzachdalen. Dalens slutning kaldes Kolm Saigum og ligger ved foden af Hohe Tauern.
I Raurisdalen ligger i Nationalpark Hohe Tauern, og der findes i dalen flere uddøende dyrearter og i dalen findes en af de sidste gribbereservater. Endvidere er dalen kendt for tidligere tiders guldudvinding fra de omkringliggende bjerge.